# Zala Kralj & Gašper Šantl
Zala Kralj & Gašper Šantl er en slovensk duo fra Maribor, bestående af vokalist Zala Kralj og multiinstrumentalist Gašper Šantl. Duoen vil repræsentere Slovenien i Eurovision Song Contest 2019 med sangen "Sebi".
Duoen blev dannet i 2018, efter at Kralj var begyndt at optræde med vokal på nogle sange skrevet og produceret af Šantl. I første omgang blev Kralj kun krediteret som en udvalgt kunstner. De udgav singlerne "Valovi ", "Baloni ", og "S Teboi " i 2018, før udgivelsen af deres debut-EP Štiri i februar 2019.

## Eksterne links
- Zala Kralj & Gašper Šantl på Instagram